# Bela Vista de Minas
Bela Vista de Minas är en kommun i Brasilien.   Den ligger i delstaten Minas Gerais, i den sydöstra delen av landet, 700 km sydost om huvudstaden Brasília. Antalet invånare är 10 012.
Omgivningarna runt Bela Vista de Minas är huvudsakligen savann. Runt Bela Vista de Minas är det ganska tätbefolkat, med 72 invånare per kvadratkilometer.